# Lymphocystivirus
Lymphocystivirus es uno de los 5 géneros de virus perteneciente a la familia Iridoviridae, y uno de los tres géneros de está familia que provocan enfermedad en los peces teleósteos , junto a Megalocytivirus y Ranavirus. Los lymphocystivirus infectan más de 140 especies de peces de agua dulce y marina, abarcando más de 42 familias de peces en todo el mundo, causando la enfermedad autolimitada llamada linfocistis, siendo el salmón y la dorada 2 de las especies más susceptibles.
Aunque la linfocistis no causa mortalidad en masa como las infecciones por miembros del género megalocytivirus y ranavirus, los peces desarrollan lesiones visibles múltiples superficiales, similares a un papiloma que disminuye considerablemente su valor comercial. No existen vacunas actualmente para prevenir la afección.